# Gil Blas
Gil Blas (en francés, L'Histoire de Gil Blas de Santillane; en español, también La Historia de Gil Blas de Santillana o Aventuras de Gil Blas de Santillana) es una novela picaresca en francés escrita por Alain-René Lesage entre 1715 y 1735. Se considera como la última gran novela picaresca antes de que el género diera paso a la picaresca realista inglesa con las obras de Tobias Smollett o Henry Fielding, en los que influyó.

## Resumen del argumento
Hijo de un mozo de cuadras y una doncella, Gil Blas nace en medio de la miseria en Santillana del Mar, en Cantabria, y pasa al cuidado de un tío suyo, que lo educa en Oviedo, demostrando buenas aptitudes para el estudio. Con diecisiete años, deja la ciudad de Oviedo para estudiar en la Universidad de Salamanca. Sin embargo, su brillante porvenir se ve truncado cuando, de camino a Salamanca, una banda de forajidos lo obligan a ayudarlos, y acaba por ello en la cárcel. Tras ser liberado, se ve forzado a trabajar como criado, y durante varios años se pone al servicio de varios amos, lo que le permite observar los múltiples grupos sociales, tanto seglares como religiosos, que había en España. Debido a su ocupación de criado, conoce a mucha gente de baja ralea, y, gracias a su adaptabilidad y astucia, es capaz de adaptarse a las difíciles situaciones que se le plantean. 
Tras varias vicisitudes, acaba en la Corte como favorito del Rey y secretario del primer ministro. De esta manera, escalando posiciones desde lo más bajo gracias a su inteligencia y duro trabajo, Gil Blas puede al final retirarse a un castillo y disfrutar de la fortuna y la vida honesta por la que tan duramente había luchado.

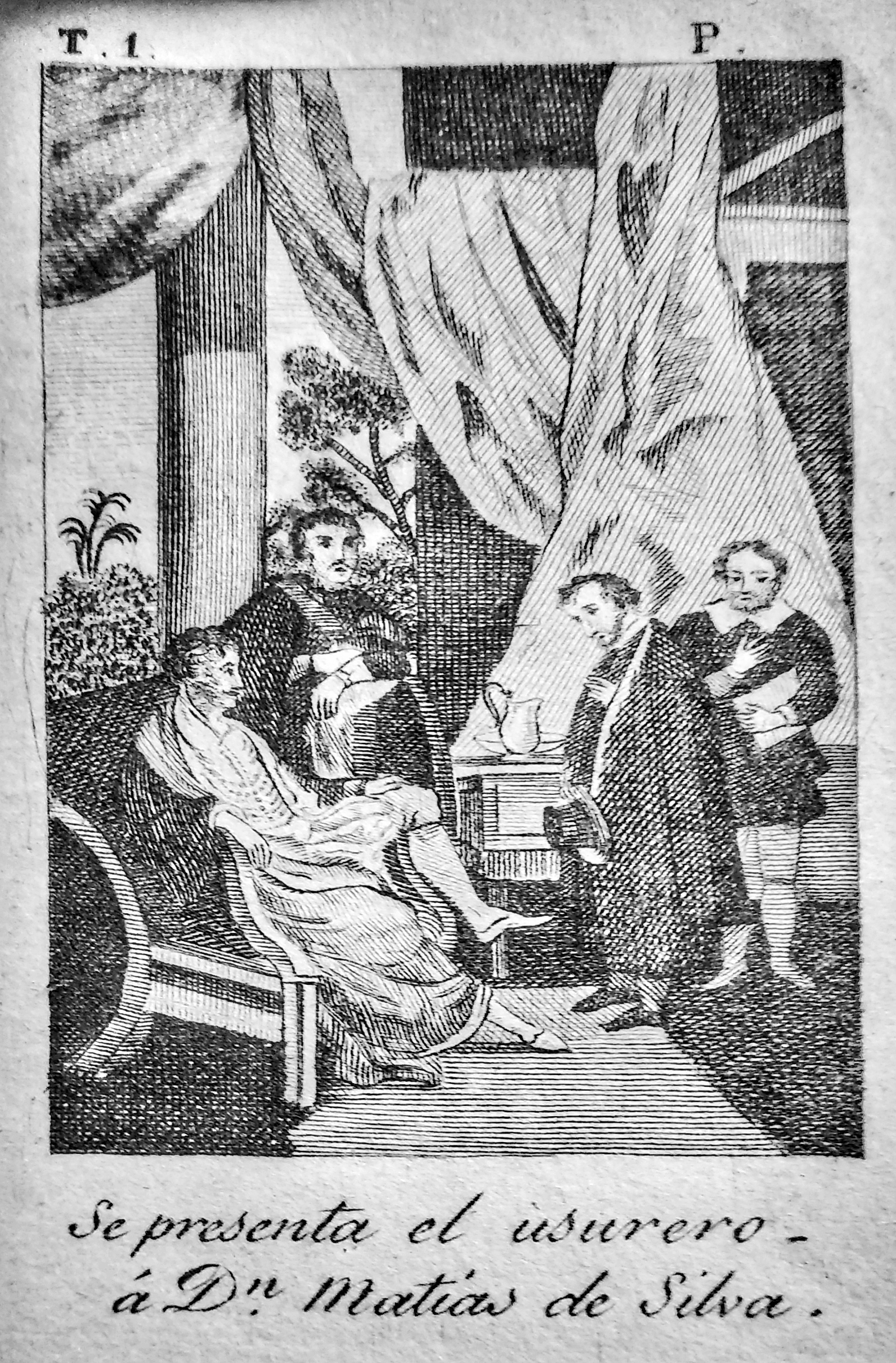
"Se presenta el usurero a Don Matías de Silva". Lámina de Aventuras de Gil Blas de Santillana. Tomo Quinto. Imprenta De Bueno. Madrid, 1830.

## Relevancia literaria y recepción de la obra

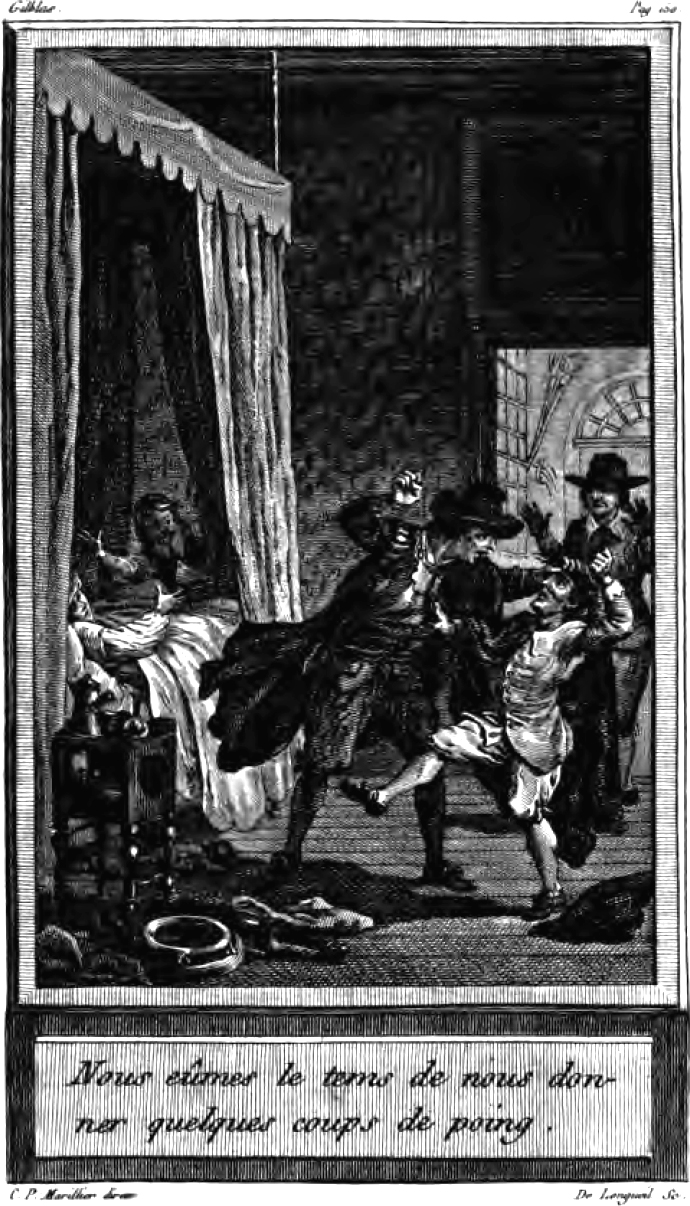
"Tuvimos tiempo de darnos algunos puñetazos". Oeuvres choisies de Le Sage, Paris: Leblanc, 1810).

Gil Blas no esconde las similitudes con otra obra de Lesage, la comedia teatral Turcaret (1709). En ambas obras, Lesage hace uso de criados astutos puestos al servicio de pícaros, mujeres de disipado proceder, maridos cornudos (y satisfechos de ello), gourmets, poetas ridículos, falsos sabios, y doctores peligrosamente ignorantes, para poder denunciar los vicios de la humanidad. En la obra de Lesage, cada clase social y cada ocupación se convierten en un tipo social, algo habitual en la novela picaresca.

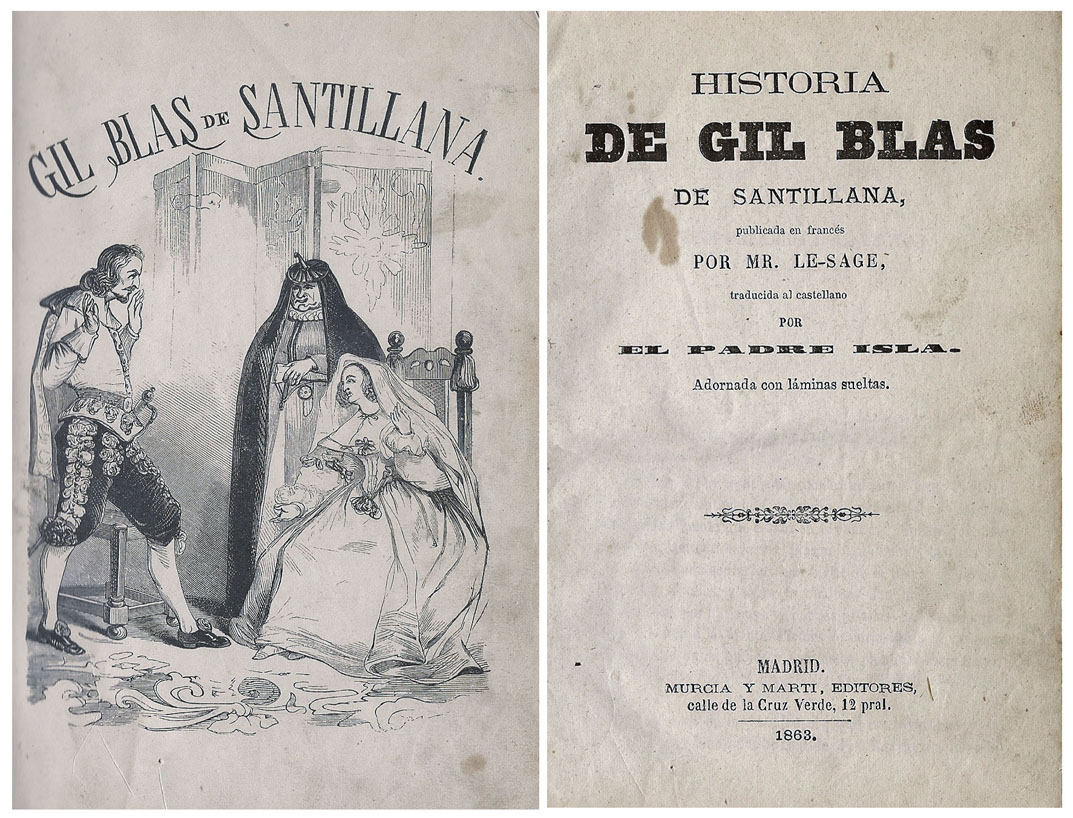
Edición en español de Gil Blas, publicada en Madrid en 1863, traducida por el padre Isla.

El carácter universal de la obra es innegable, pero llama la atención que sea una novela francesa ambientada en un contexto tan marcadamente español. Por este motivo el origen de su autoría se ha llegado a poner en duda. El primero en hacerlo fue el erudito francés Bruzeau de la Martinière al afirmar que Lesage había tomado Gil Blas de La Vida del escudero Marcos de Obregón, de Vicente Espinel.  La misma afirmación hizo Voltaire en 1775 al señalar las similitudes entre algunos pasajes de ambas novelas.

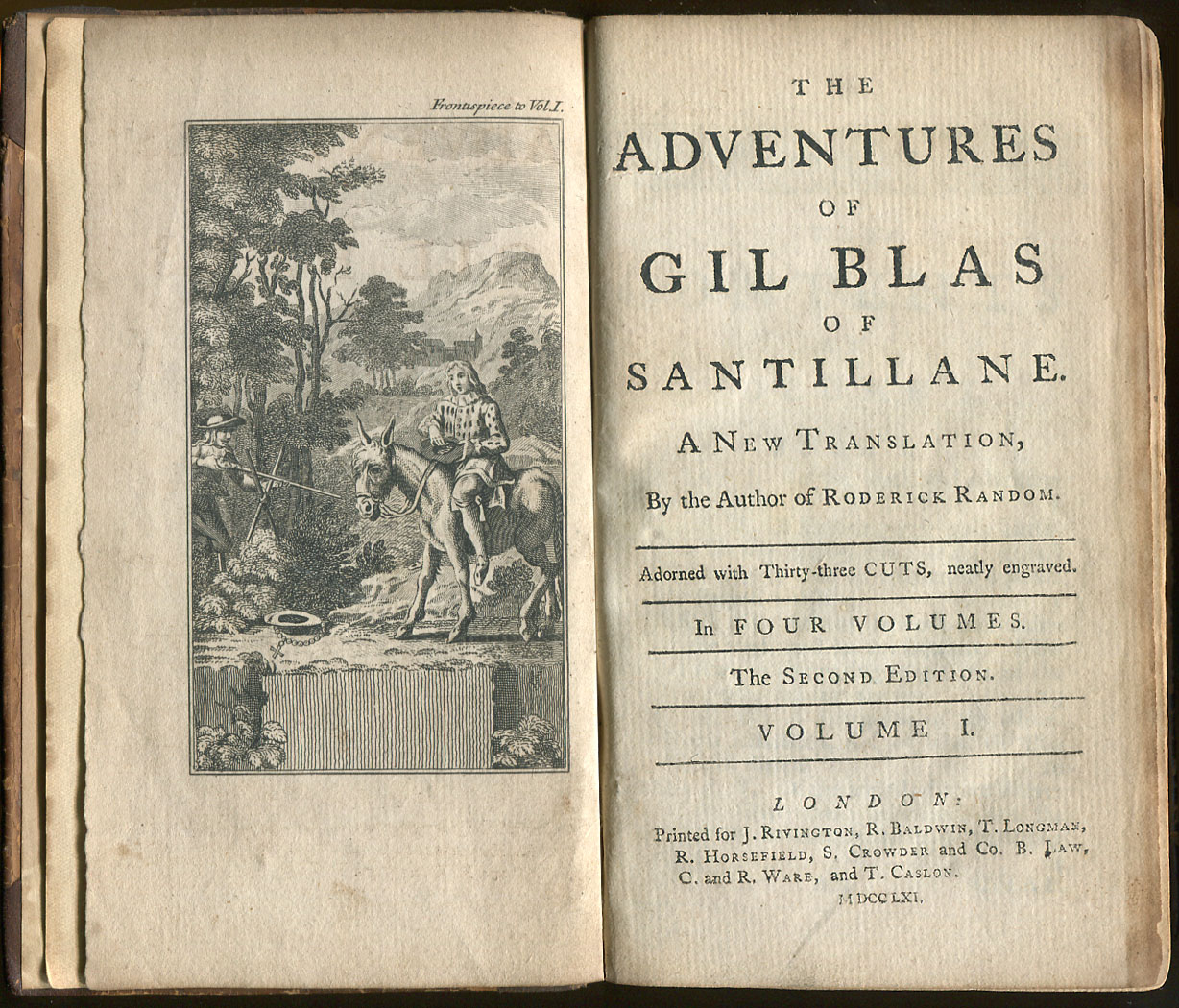
Edición inglesa de Gil Blas, publicada en 1761.

 Considerando que Gil Blas era una novela esencialmente española, el padre José Francisco de Isla realizó su traducción en concepto de "restitución" de una obra que él pretendía "robada a España", para así devolverla a su contexto natural. En este sentido, Juan Antonio Llorente sugirió que Gil Blas había sido escrita por el historiador Antonio de Solís, argumentando que ningún escritor francés podría haber escrito una obra con el nivel de detalle y la precisión mostradas en Gil Blas. Para Llorente, el romance de Gil Blas de Santillana y el de El Bachiller de Salamanca, firmado también por Lesage, fueron una sola obra, escrita en 1655 por el citado Solís que la tituló Historia de las aventuras del bachiller de Salamanca don Querubín de la Ronda, y que Lesage desmembró para publicar separadamente como producciones suyas con el nombre de La historia de Gil Blas y El Bachiller de Salamanca ó Aventuras de D. Querubín de la Ronda (1735) -en cuya portada Lesage confiesa que sacó de un manuscrito español-, agregándole varias novelas españolas que insertó donde y como consideró conveniente.
Sin embargo, según Petit, esta polémica no debería existir, ya que la distancia temporal en la publicación del total de la obra y su falta de íntima cohesión a partir de la tercera entrega, impide que el posible plágio lo fuera de una sola obra. Más bien, podría decirse que Lesage empezó escribiendo los dos primeros tomos, que constituyen una unidad, inspirándose en varios modelos diferentes, para acabar la obra introduciendo nuevos elementos que en nada se relacionaban con los iniciales.

## Alusiones al Gil Blas en otras obras

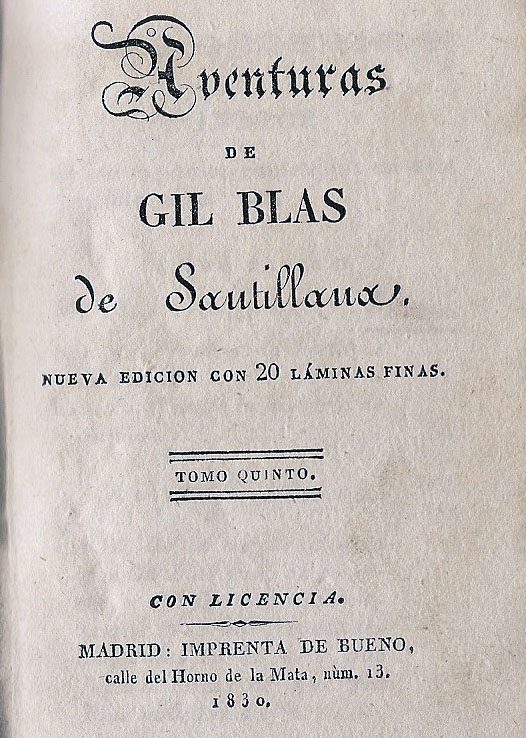
Edición en español de Gil Blas, publicada en Madrid en 1830.

El Gil Blas ha sido mencionado en múltiples novelas posteriores. Así, Jonathan Swift, en sus Instrucciones a los criados, un libelo satírico inacabado, de 1731, recomienda a los criados que se aprovechen de sus ricos amos, vagueando lo más posible, de manera que en el capítulo dirigido a los intendentes y administradores, Swift directamente aconseja consultar el Gil Blas, que cita como una fuente cualificada sobre el tema. Tobias Smollett habla del Gil Blas en Las aventuras de Roderick Random, reconociendo la deuda que tiene su obra con esta novela que, además, tradujo al inglés. Otros escritores, como Henry Fielding o Laurence Sterne, también mostraron su admiración por el Gil Blas. Posteriormente, Honoré de Balzac lo mencionará de pasada en algunas novelas de la Comedia Humana, y también lo harán Victor Hugo, Alexandre Dumas, E.T.A. Hoffmann y Washington Irving. En La náusea, Jean Paul Sartre menciona a Gil Blas a través del descubrimiento de la existencia de la ciudad de Santillana por parte de su personaje el Autodidacta.
Italo Calvino, en El barón rampante también alude al Gil Blas, que es leído por Cosimo subido a un árbol.

## Adaptaciones de la obra
La obra ha sido adaptada dos veces para ser representada como una ópera, primero por Théophile Semet, en una ópera cómica en cinco actos (1860); posteriormente por Alphons Czibulka, que compuso Gil Blas von Santillana, con libreto de F. Zell y Moritz West, y que fue representada por primera vez en 1889.
En España se adaptaron algunos pasajes de la novela para la serie de TVE El pícaro (1974-75), dirigida y protagonizada por Fernando Fernán Gómez. En 1956 se filmó la producción franco-española titulada Les aventures de Gil Blas de Santillane, Una aventura de Gil Blas, en España.

## Continuaciones
A fines del siglo XVIII, el escritor español Bernardo María de Calzada escribió una continuación del Gil Blas, fingiéndose hijo del personaje principal: Genealogía de Gil Blas de Santillana. Continuacion de la vida de este famoso sugeto, por su hijo Don Alfonso Blas de Liria restituida a la lengua original en que se escribio por el teniente coronel D. Bernardo María de Calzada. Madrid: con Licencia en la Imprenta Real, año de 1792, 2 vols.

## Historia de la publicación
Gil Blas fue inicialmente publicada en cuatro entregas:(2 en 1715)
- Histoire de Gil Blas de Santillane, livres 1-6 (1715)
- Histoire de Gil Blas de Santillane, livres 7-9 (1724)
- Histoire de Gil Blas de Santillane, livres 10-12 (1735)

En Castellano, en 1787, comenzó a publicarse en Madrid la versión traducida por el P. Isla.
Existen disponibles varias ediciones traducidas al castellano:
- Aventuras de Gil Blas de Santillana, Alain-René Lesage. Edición, prólogo y notas Juan Petit. Traducción del P. José Francisco de Isla, Editorial Vergara. Barcelona, 1960, ISBN 84-7178-043-7
- Gil Blas de Santillana, Alain-René Lesage, Círculo de Amigos de la Historia, Editions Ferni Gèneve, 2 volúmenes, 1978. ISBN 84-225-0734-X (vol. I), ISBN 84-225-0735-8 (vol. II)
- Aventuras de Gil Blas de Santullano,[nota 4] Alain-René Lesage, Pentalfa Ediciones, 2 volúmenes. Oviedo,1991. ISBN 9788478484386
- Gil Blas de Santillana, Alain-René Lesage, Círculo de Lectores, 1995. ISBN 978-84-226-5462-9
- Aventuras de Gil Blas de Santillana, Alano Renato Lesage [sic], Alfar Ediciones, 2001. ISBN 978-84-789-8170-0